# Río Usumacinta

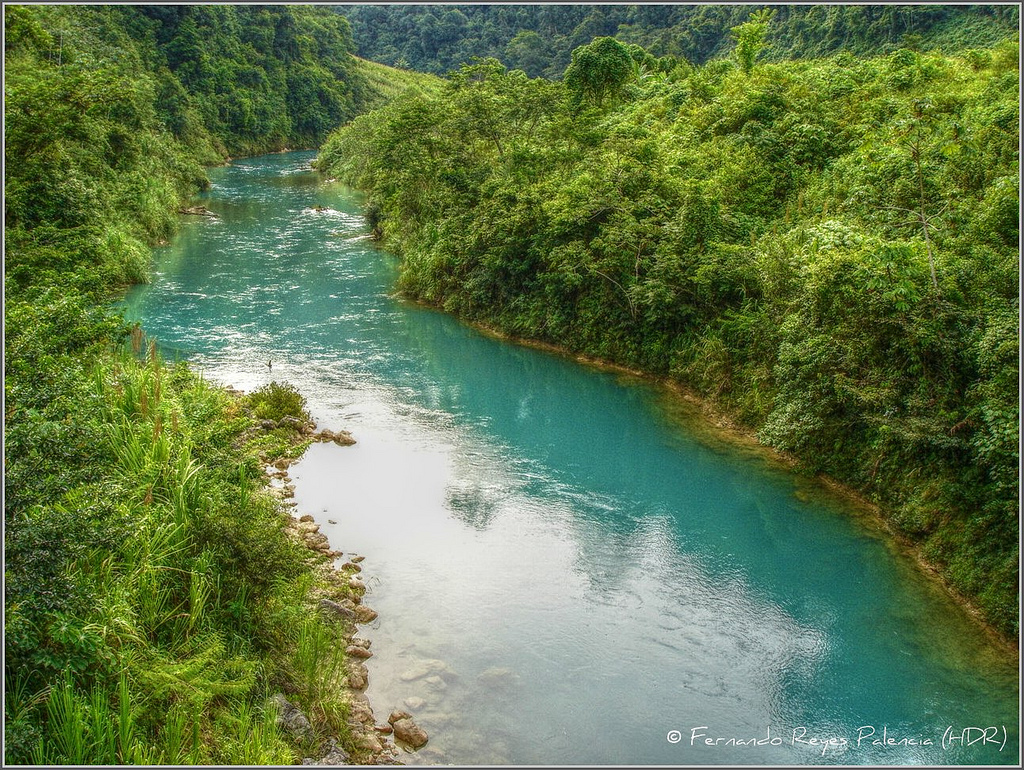
El Usumacinta, también llamado Chixoy en Quiché, Guatemala.

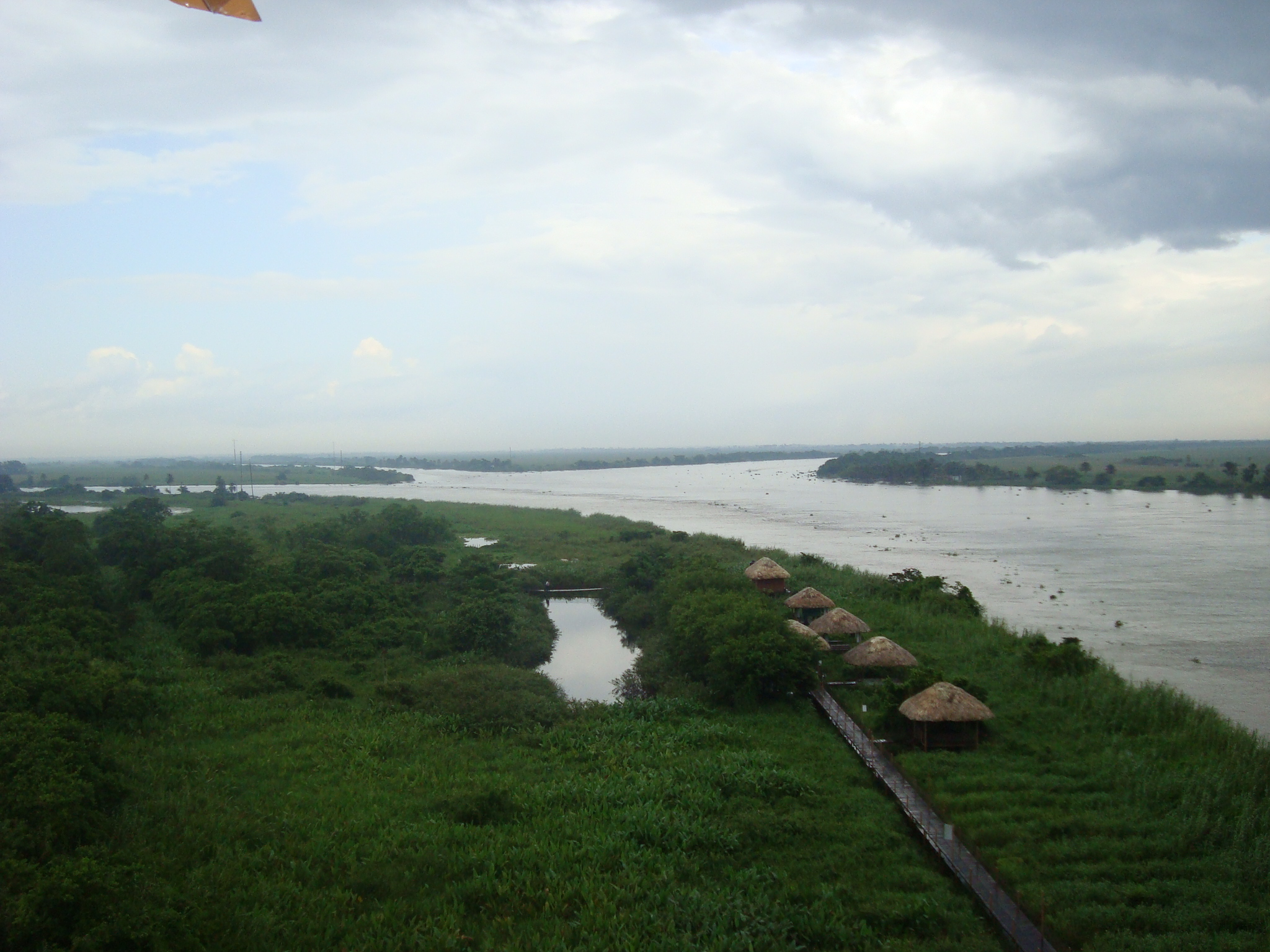
Estación «Tres Brazos» en la Confluencia de los ríos Usumacinta, San Pedrito y Grijalva, en la Reserva de la biosfera Pantanos de Centla, en Tabasco.

El río Usumacinta cuyo nombre se traduce como ‘lugar de monitos’, es un río que se forma en las partes altas de la Sierra Madre, específicamente en el Departamento de Quiché, en Guatemala, y desemboca en el golfo de México. Su longitud es de 1123 km y es el río más caudaloso de México y Guatemala, así como del resto Centroamérica; también es el río más largo de América Central, con una descarga de aproximadamente 5250 m³/s. El río Usumacinta sirve de frontera natural entre entre México y Guatemala a lo largo de 310km. Este río es una región de gran biodiversidad en Mesoamérica, ya que es el segundo río de selva tropical más extenso en superficie después del Amazonas.
Su recorrido inicia en Totonicapán en donde corre de sur a norte, marcando el límite departamental del Quiché con Totonicapán y Huehuetenango, para luego girar al este y adentrarse en el Quiché. Luego llega al embalse de la hidroeléctrica Chixoy donde divide las Verapaces con el Quiché y luego vuelve a dirigirse al norte en donde una vez más cambia su curso al este y luego de nuevo al norte en donde sirve de frontera entre Guatemala y México a lo largo de aproximadamente 310 km, y después se adentra en territorio mexicano por el estado de Tabasco, allí se divide en tres brazos y luego forma en conjunción con la cuenca del río Grijalva, un extenso delta pantanoso denominado pantanos de Centla, en el que alcanza un caudal de 5200 m³/s. Este delta mide alrededor de 50 km de ancho por 70 km de largo, que corresponde al 12,27 % de la superficie total del estado Tabasco.
En Guatemala tiene varios nombres: Pacaranat y Chioj, en Quiché, río Negro y Chixoy también en Quiché, Xayab, Xalala en la zona reina, río Salinas en el Petén.
Al río Usumacinta se le ha dividido en Alto y Bajo Usumacinta, el alto va desde su nacimiento en Guatemala hasta «Boca del Cerro», cerca de la ciudad de Tenosique de Pino Suárez en Tabasco. El bajo Usumacinta comienza en ese mismo lugar, pasa por las ciudades tabasqueñas de Balancán de Domínguez, Emiliano Zapata y Jonuta, y termina en la barra de Frontera, en el municipio de Centla; después de confluir con el río Grijalva para desembocar juntos en el Golfo de México.

## Toponimia
La palabra Usumacinta proviene de ozoma-tzin-tla de raíz náhuat: ozomatli ‘mono’, diminutivo-reverencial tzin y tlal ‘tierra’: ‘tierra o lugar de monitos’.

## Nacimiento del río Usumacinta
El río Usumacinta nace muy cerca del municipio guatemalteco de Patzité bajo el nombre de río Pacaranat y continua con ese nombre en todo el límite departamental de Totonicapán y El Quiché corriendo de sur a norte primero y luego hacia el noroeste, recibiendo casi todos los riachuelos y manantiales del norte de Totonicapán.
Cuando marca el límite departamental se le denomina río Chioj y luego de recibir al río Serchil cruza bruscamente hacia el este y recibe el nombre de río Negro sirviendo de límite entre El Quiché y Huehuetenango hasta que recibe las aguas del río Blanco, luego de esto se adentra en El Quiché, atravesando los municipios de Sacapulas, Cunen, Canilla, Uspantan, Chicaman, un área bastante seca y a la vez accidentada que se conoce como la falla «Chixoy», para dividir por un corto tramo los departamentos de Quiché y Baja Verapaz, adentrándose en este último departamento ya con el nombre de río Chixoy, en el embalse de la Hidroeléctrica «Chixoy», la cual es utilizada para generar electricidad en Guatemala. Aquí el río Chixoy nuevamente divide a Baja Verapaz y Quiché, su curso se vuelve al norte en donde divide a este último departamento con el de Alta Verapaz recibiendo numerosas fuentes de agua, riachuelos y ríos tales como el río Cuatro Chorros, el río Salchichaj y el más importante de estos, el río Copon que nace cerca del municipio de San Juan Cotzal y corre hacia el norte para ir a desembocar al Chixoy, muy cerca de lo que se conoce como el Peyan o los cañones del Peyan; es en este lugar donde se le conoce bajo los nombres de río Xayab y Xalala.
Tras recibir las aguas del río Copon la cuenca alta del río Chixoy termina, y sus aguas se tornan calmas y profundas, los rápidos desaparecen, el río se ensancha a partir de ese punto gradualmente logrando alcanzar hasta 400 metros de ancho después del municipio de Ixcán Playa Grande y de recibir las aguas del río Tzeja y el arroyo Cantabal. Luego el río cruza de nuevo al este entrando así a la extensa planicie del norte de Guatemala, en donde se le conoce como río Qimalja; aquí el río comienza un largo serpenteo recibiendo algunos ríos entre los que se destacan el río Lechugal y el río Icbolay que es el desagüe de la laguna Lachua en Alta Verapaz; finalmente su curso gira al norte en donde se le llama río Salinas, para servir de límite entre los países de Guatemala y México, recibiendo los caudales del río Las Delicias por el lado de México y el río San Román por el lado del Petén, luego recibe al caudaloso río de La Pasión. Este nace de la unión de los ríos Sebol y Santa Isabel o Cancuen discurriendo hacia el norte exacto y recibiendo numerosos afluentes de la selva Petenera tales como el río Santa Amelia, el río San Juan y el Subin entre otros muchos ríos para cruzar al oeste e ir a desembocar al río Salinas para juntos formar después de la confluencia lo que se conoce como el gran río «Usumacinta».

## Cuenca del río Usumacinta
La llamada «Cuenca del Usumacinta» tiene un área de 106 000 km² en el estado de Tabasco y la parte noreste del estado de Chiapas, en México, así como los departamentos de Quiché, Huehuetenango, Alta Verapaz, y El Petén en el noroeste de Guatemala, en donde habitan cerca de 7,5 millones de personas.

### Alto Usumacinta

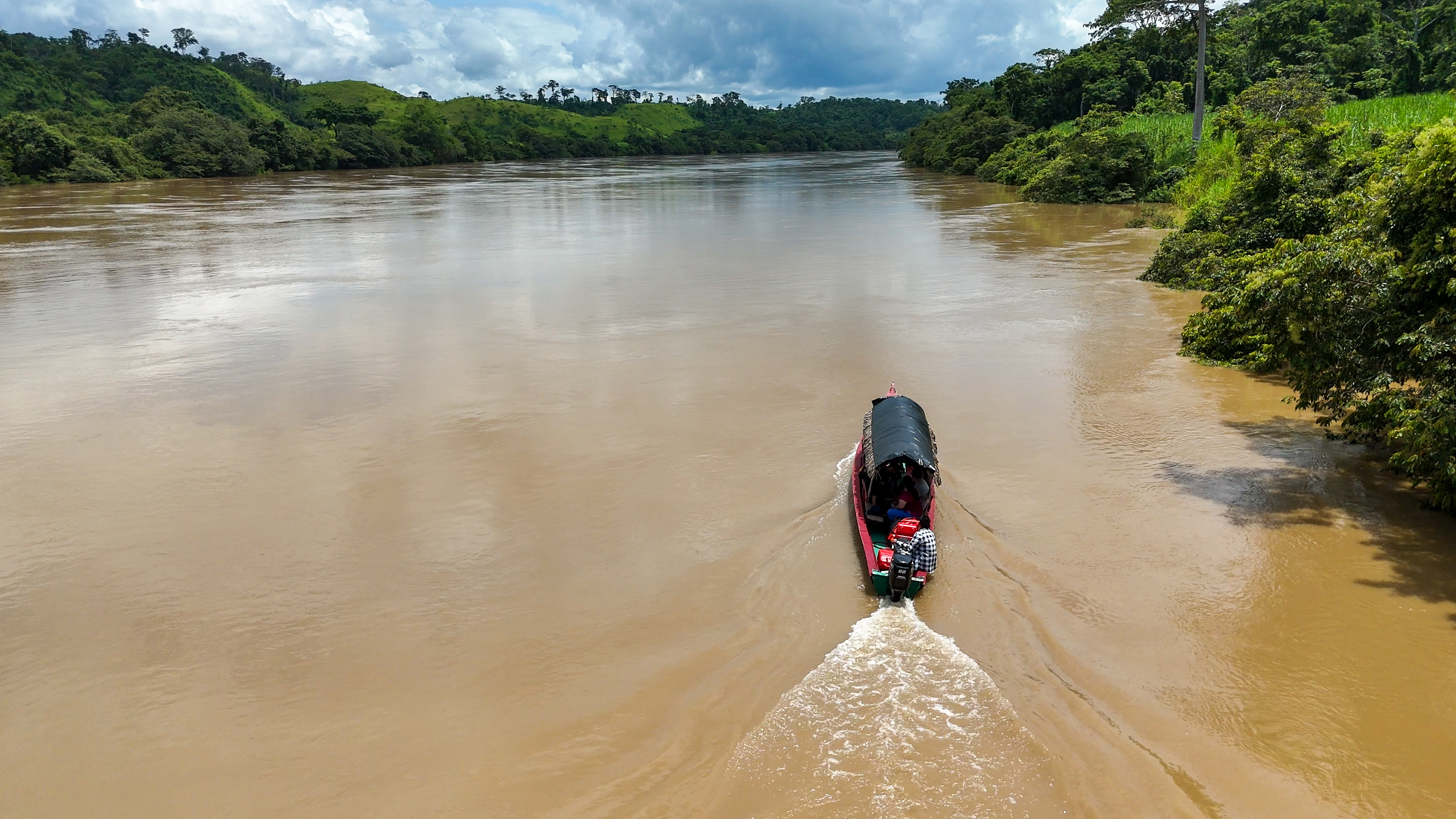
Una lancha de motor navegando el alto Usumacinta, en la frontera entre México y Guatemala.

El llamado alto Usumacinta inicia justo donde se unen los ríos Chixoy y La Pasión que es el punto justo en donde el río se comienza a llamar Usumacinta.
Río abajo, el Usumacinta recibe las aguas del río Lacantún y cruza hacia el noroeste, recorriendo cerca de 198 km de frontera entre México y Guatemala, recibiendo otros afluentes como el río el Chacrío el Yaxchilan. Posteríormente recibe al río Busil Ha que en su desembocadura forma unas bellísimas cataratas; luego recibe al río Macabilero y finalmente recibe al río Chocol Ja para después adentrarse en territorio mexicano por el estado de Tabasco en lo que se conoce como la reserva ecológica Cañón del Usumacinta, formando impresionantes cañones y rápidos a lo largo de su recorrido que termina en boca del cerro para internarse en las llanuras tabasqueñas.

### Bajo Usumacinta

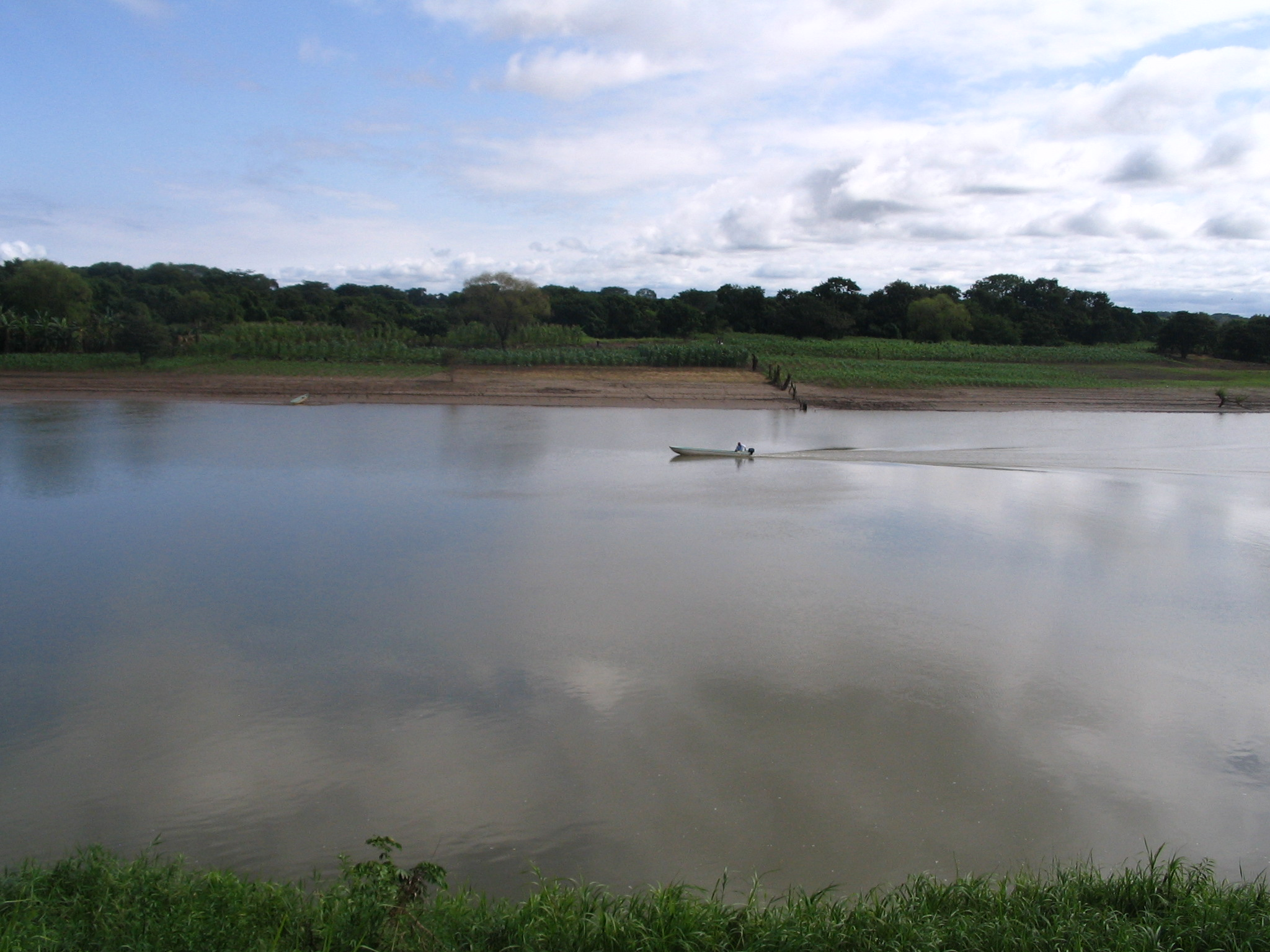
El bajo Usumacinta en el municipio de Balancán, Tabasco.

Al pasar el cañón llamado «Boca del Cerro», el Usumacinta se interna en la llanura tabasqueña para posteriormente llegar a la ciudad de Tenosique de Pino Suárez y más adelante internarse en el municipio de Balancán, ensanchándose de nuevo hasta los 800 m y recibiendo las aguas del río San Pedro Mártir; aquí su caudal supera ya los 2000 m³/s en promedio.
Tras recibir a los ríos Chacamax y El Potrero, el río cruza los municipios tabasqueños de Emiliano Zapata y Jonuta, y en este último, se divide en tres brazos: el primero es el río Palizada, río que se desliga del Usumacinta antes de llegar a la ciudad de Jonuta para ir a desembocar en la Laguna de Términos; luego el río San Pedro y San Pablo se separa en los Pantanos de Centla para desembocar en el Golfo de México; y finalmente el brazo principal, el Usumacinta continúa su curso al noroeste con un caudal estimado de 1700 m³/s hasta que se divide nuevamente en el brazo principal y el río San Pedrito. Cabe resaltar que los Pantanos del Centla son una reserva de la biósfera de 302 702 hectáreas que conforma el humedal más extenso de América del Norte y uno de los 15 más importantes del mundo.

### Delta del Usumacinta-Grijalva
En territorio mexicano, el Usumacinta recorre 560 km, siendo navegable todo el año desde el cañón «Boca del cerro» hasta su unión con el río Grijalva y su posterior desembocadura en el Golfo de México por la «barra de Frontera». Dentro de los Pantanos de Centla, el Usumacinta con un desfogue de 55 832 millones de m³/año, se une con el Grijalva cuyo caudal es de 27 013 millones de m³/año, (857 m³/s), sin contar el caudal de los ríos Chilapa y Chilapilla, formando un importante delta con una extensión de 3500 km² en la reserva de la biósfera Pantanos de Centla.
Aunque aún es incierto el caudal que desfogan en la barra de Frontera los ríos Usumacinta y Grijalva se estima que alcanza entre 3200 y 3300 m³/s, esto después de varios rompidos (o bifurcaciones) entre los que podemos nombrar el de , el de Manga de Clavo, el de la Pigua, el del río Samaria y finalmente el del río González; este último desemboca en el río Grijalva, para unirse al Usumacinta en el lugar conocido como Tres Brazos, para continuar bajo el nombre de río Grijalva, nombre dado al río cuando fue descubierto por Juan de Grijalva en el año de 1518. Este personaje recorrió el río hasta el Tres Brazos en donde confundió la fuente del río pensando que como se trataba del río más ancho el Grijalva era la fuente principal, bautizándole así desde entonces. El caudal del río originalmente no incluía al río Mezcalapa, puesto que no existía el río González, que en la actualidad es el que une las dos cuencas, y no fue después del rompido de Nueva Zelanda que las dos cuencas se unieron a través del río Viejo Mezcalapa, se estima que originalmente el río Usumacinta en la barra de Frontera desfogaba casi 3000 m³/s, de los cuales el Grijalva acarrea alrededor de 1300 m³/s y el Usumacinta aportaría cerca de 1700 m³/s, pero desde la desviación del río Mezcalapa su caudal ha variado alcanzando los 4500 m³/s, para descender poco a poco hasta aproximadamente 3250 m³/s en la barra de Frontera. La barra del río Samaria desfoga en la actualidad aproximadamente 1100 m³/s. Finalmente el San Pedro y San Pablo, y el río Palizada desfogarían cerca de 600 m³/s lo cual indicaría que el sistema Usumacinta-Grijalva-Mezcalapa acarrearían al mar aproximadamente 5250 m³/s lo que lo convierte en el sistema hidrológico más caudaloso de México y Centroamérica.

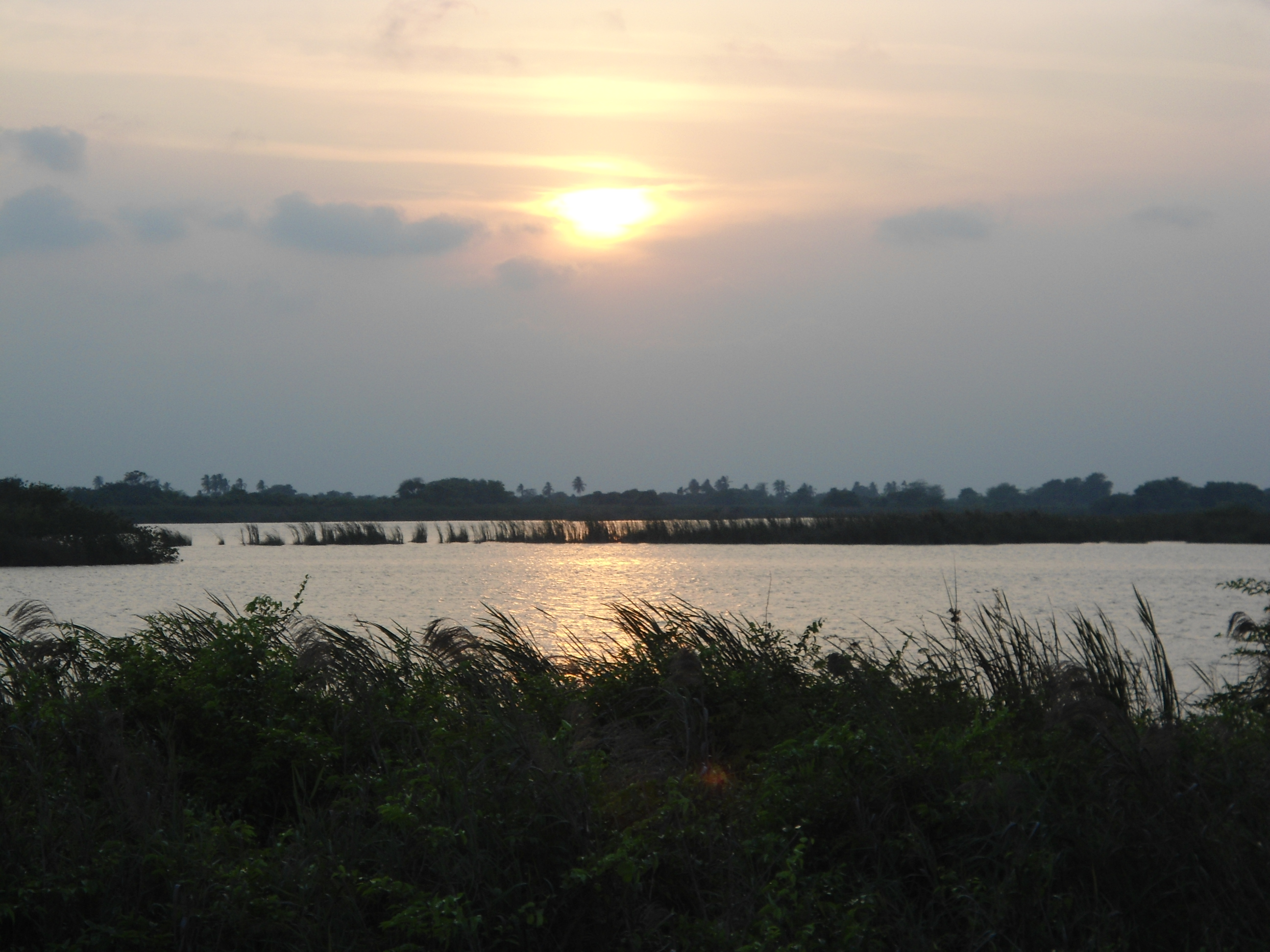
Los Pantanos de Centla en Tabasco, son parte del delta Usumacinta-Grijalva.

La cuenca del río original tendría el nombre de Usumacinta-Grijava, debido a que la cuenca del río Mezcalapa y la del río Grijalva eran dos cuencas separadas que antes de la llegada de los españoles no tenían relación alguna y no fue sino hasta el rompido de Nueva Zelanda en la que las dos cuencas se unieron oficialmente, antes de esto se estima que la cuenca del río Grijalva aportaba cerca de 1300 m³/s, y la del río Usumacinta alrededor de 2500 m³/s (esto contando el sistema de la Laguna de Términos), en la actualidad la Secretaría de Recursos Hidráulicos de México toma a la cuenca del río Mezcalapa y a la del Grijalva en una misma cuenca lo que equivaldría a que la cuenca del río Grijalva-Mezcalapa aporta aproximadamente 2750 m³/s, incluyendo el caudal del río Samaria, y el del Usumacinta 2500 m³/s; por esto se le denomina cuenca o sistema fluvial Grijalva-Usumacinta. Sin embargo, en la unión de los brazos principales del delta que son el Usumacinta y el Grijalva, es el río Grijalva el que desemboca en el río Usumacinta, puesto que es menos caudaloso que este último.
El caudal del río Usumacinta y del Grijalva juntos, arrojan al mar entre 5200 y 5300 m³/s y en el clímax de la temporada lluviosa, llega a ser de 26 000 m³/s. Por su nivel de descarga, el delta Usumacinta-Grijalva está considerado como el sistema más importante de América del Norte y Centroamérica y tiene el séptimo lugar a nivel mundial.
El volumen medio anual de descarga de los ríos Usumacinta y Grijalva es de 125 mil millones de m³, que representan el 35 % de las corrientes de México, formando un amplio cauce que inunda grandes áreas y origina en las zonas bajas numerosas lagunas de poca profundidad. En los meses de septiembre y noviembre se alcanza los máximos niveles de agua causando inundaciones.
El estado de Tabasco es la región de México donde se localiza la red hidrológica más compleja, así como en la que se registran mayores precipitaciones. Aquí, a diferencia de otras entidades mexicanas, es el exceso y no la falta de agua lo que ocasiona problemas, por las limitantes de infraestructura para drenarla.
Los enormes caudales de los ríos, las escasas pendientes de las llanuras y las intensas precipitaciones que afectan grandes extensiones durante la época de lluvias, ocasionan severas inundaciones en los meses de septiembre, octubre y noviembre que registran los mayores índices de precipitación pluvial en la región.

## Ecoturismo

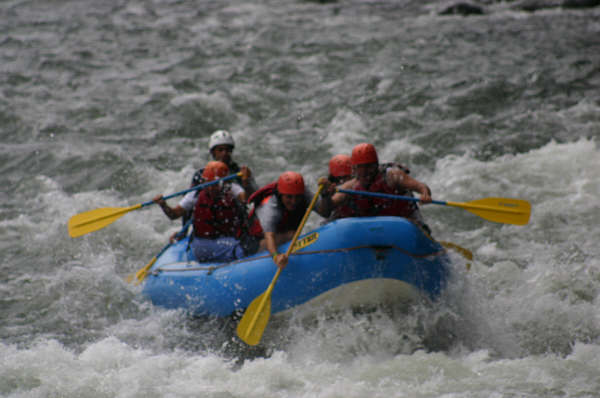
Rafting en los rápidos de "Desempeño" y "San José", Tenosique, Tabasco.

Al adentrarse en México, por el estado de Tabasco, el Usumacinta atraviesa la reserva ecológica Cañón del Usumacinta que cuenta con una extensión de 45 954 hectáreas, la cual protege una de las regiones más ricas del mundo en biodiversidad.
En los cañones del Usumacinta, existen los rápidos de «San José y Desempeño», en los cuales anteriormente se han corrido maratones náuticos internacionales como el «Maratón náutico del río Usumacinta», o el «Maratón Mundo Maya» y en la actualidad es posible practicar el rafting de categoría 2 y 3.
Así mismo, se puede disfrutar de los impresionantes paisajes presentes en el Cañón del Usumacinta, mediante recorridos en lancha ofrecidos por los residentes de la zona conocida como «Boca del Cerro» en el municipio de Tenosique, Tabasco. También es posible practicar rápel en las paredes del cañón del río o en los cenotes y cuevas que existen en la zona.